# Josh Chapman
Josh Chapman (Hoover, 10 giugno 1989) è un giocatore di football americano statunitense che gioca nel ruolo di nose tackle per gli Indianapolis Colts della National Football League. Fu scelto dai Colts nel corso del quinto giro (136º assoluto) del Draft NFL 2012. Al college ha giocato a football allUniversità dell'Alabama dove vinse due titoli nazionali.

## Carriera professionistica

### Indianapolis Colts
Considerato uno dei migliori prospetti tra i nose guard nel Draft 2012, Chapman fu scelto nel quinto giro (136º assoluto) dagli Indianapolis Colts. Nella sua stagione da rookie non scese mai in campo. Debuttò nella vittoria della settimana 1 della stagione 2013 contro gli Oakland Raiders. Nella vittoria della settimana 3 contro i San Francisco 49ers mise a segno 4 tackle. La sua annata si concluse con 15 tackle in 13 presenze, nessuna come titolare.

## Vittorie e premi
Nessuno

## Statistiche
| Partite totali      | 13 |
| Partite da titolare | 0  |
| Tackle              | 15 |
| Sack                | 0  |
| Intercetti          | 0  |

Statistiche aggiornate alla stagione 2013